# Каланиди Нараянан
Каланиди Нараянан (там. கலாநிதி நாராயணன்; 7 декабря 1928 — 21 февраля 2016) — индийская исполнительница танца бхаратнатьям и педагог, мастер абхинаи (пантомимы) по индийскому классическому танцу.
Обучалась стилю бхаратнатьям в 1930−1940 годах. Была одной из первых, кто не относясь к потомственным девадаси — храмовым танцовщицам, представила классический храмовый танец на сцене.
После замужества оставила занятия танцем, но вернулась к ним в 1973 году, став незаурядным учителем пантомимы.
В 1985 году была удостоена ордена «Падма Бхушан» — третьей из высших гражданских наград Республики Индия.

## Детство и отрочество
Каланиди Ганапатхи (имя до замужества) родилась в семье браминов. Мать при поддержке и одобрении отца обучала Каланиди танцевальным дисциплинам.
С семилетнего возраста она занималась у известных учителей: обучалась Падамам и Джавали у Камакши Аммал (дочь Вины Дханам), вокалу у Манаккал Шивараджан.
Основным учителем по технике танца был Каннаппа Пиллаи из Канчипурама (тот, который учил легендарную Баласарасвати).
Абхинае (пантомиме) она обучалась у Маляпур Гаури Аммал.
В 12 лет состоялся её арангетрам в доме сената, Ченнаи (Мадрас), при содействии Музыкальной академии Мадраса.

## Карьера
Танцевальная карьера Каланиди Нараянан проходила в 1940-е годы и прервалась, когда ей исполнилось 16 лет. Её мать умерла, и Каланиди вышла замуж в консервативную семью, не одобряющую занятия танцем.
Спустя 30 лет, Каланиди Нараянан вернулась к танцу, когда в 1973 году её друг Дорайсвами обратился с просьбой повысить уровень мастерства у танцовщицы Арамел Валли в пантомиме, и Каланиди дала согласие.
Одновременно с этим Каланиди Нараянан стала восстанавливать свои знания танца по записям, сделанным ею в юном возрасте, которые сохранились в идеальном состоянии.
Из танцоров индийской классики её отмечают именно как мастера абхинаи (искусства передачи эмоций). Каланиди Нараянан разработала методику обучения абхинае и дала описание самой концепции (книга Aspects of abhinaya.1998).
Как методист она дала подробное разъяснение сюжетов индийского танца Падам (танец, преимущественно состоящий из пантомимы).

## Ученики Каланиди Нараянан
- А. Лакшманасвами (Индия)
- Ума Васудеван (Монреаль, Канада)
- Рамья Харишанкар (Калифорния, США)
- Хема Раджагопалан (Чикаго, США)
- Субашри Нараянан (Бангалор, Индия)
- Миналь Прабху (Индия)
- Прийя Говинда[6] (Индия)
- Шармила Бисвас[7] (абхиная)
- Минакши Читараджан (абхиная)
- Аннапурна и Чамундисвари Куппусвами (Англия)
- Милана Северская (Мандира)[8] (Санкт-Петербург, Россия)

## Награды
Удостоена награды «Падма Бхушан» в 1985 году.
Премия Академия Сангит Натак за вклад в развитие бхаратанатьям в 1990.
Премия Калидас Самман (Kalidas Samman) в 1998.